# Eduard Sponnagel
Eduard Sponnagel (1847 – 1907) war ein Klavierbauer in Liegnitz.
Er war ab 1889 Partner der Fabrik Selinke & Sponnagel; ab 1894 firmierte er allein als Eduard Sponnagel, früher Selinke & Sponnagel. Die Fabrik wurde von seinem Sohn Eduard Sponnagel junior weitergeführt und ca. 1918/1925 von Arthur Franke übernommen, der 1929 mit einer weiteren Liegnitzer Klavierfabrik zu den Vereinigten Pianofabriken Franke-Sponnagel & Gerstenberger fusionierte, die bis 1939 bestanden.